# Muscicapa
Muscicapa är ett fågelsläkte i familjen flugsnappare inom ordningen tättingar. Nyligen utförda DNA-studier visar att arterna som traditionellt placerats i släktet inte är varandras närmaste släktingar. Det har medfört taxonomiska förändringar där ett antal arter flyttats till andra släkten. Muscicapa i mer begränsad mening omfattar 16 arter som dels förekommer i Afrika söder om Sahara, dels i östra och södra Asien till Sulawesi, men också med en eller två arter i Europa:
- Streckad flugsnappare (M. griseisticta)
- Rostflugsnappare (M. ferruginea)
- Sibirisk flugsnappare (M. sibirica)
- Glasögonflugsnappare (M. dauurica) – syn. latirostris
- Sotbröstad flugsnappare (M. randi)
- Drillflugsnappare (M. segregata)
- Brunbröstad flugsnappare (M. muttui)
- Fläckflugsnappare (M. sodhi) – nyligen beskriven art
- Thaiflugsnappare (M. williamsoni)
- Mörkgrå flugsnappare (M. adusta)
- Pygméflugsnappare (M. epulata)
- Gulbent flugsnappare (M. sethsmithi)
- Grå flugsnappare (M. striata)
- Akaciaflugsnappare (M. gambagae)
- Flodflugsnappare (M. cassini)
- Sumpflugsnappare (M. aquatica)

Arter som tidigare fördes till Muscicapa är:
- Miomboflugsnappare (Myopornis boehmi)
- Svalflugsnappare (Artomyias ussheri)
- Sotbrun flugsnappare (Artomyias fuliginosus)
- Ockragumpad flugsnappare (Bradornis comitatus)
- Olivflugsnappare (Fraseria olivascens)
- Lenduflugsnappare (Fraseria lendu)
- Gläntflugsnappare (Fraseria tessmanni)
- Askflugsnappare (Fraseria caerulescens)
- Rödstjärtad flugsnappare (Ficedula ruficauda)